# 仏照徳光
仏照徳光（ぶっしょう とっこう）は、南宋で活動した臨済宗大慧派の禅傑である。拙庵徳光・東庵徳光とも。大慧下2世。

## 生涯
宣和3年（1121年）、臨江軍新喩県で誕生した。俗姓は彭氏。紹興5年（1135年）、東山光化寺で出家し、阿育王山の大慧宗杲の許に参禅してその法を嗣いだ。光孝禅寺を初めてとして阿育王寺・霊隠寺や径山寺に歴住し、孝宗により仏照禅師の称号を賜った。
嘉泰3年3月20日（1203年5月3日）遷化。勅諡普慧宗覚大禅師。法嗣に北礀居簡・妙峰之善・浙翁如琰ならびに大日房能忍がおり、語録として仏照禅師奏対録、仏照光和尚語要がある。また、金閣寺に金渡の墨蹟と呼ばれる遺芳が伝わり、重要文化財に指定されている。